# HD243356
HD243356 є хімічно пекулярною зорею спектрального класу
A0 й має видиму зоряну величину в смузі V приблизно 11,6.

## Пекулярний хімічний вміст
Зоряна атмосфера HD243356 має підвищений вміст 
Si
.